# Hochstadt (Pfalz)
Hochstadt (Pfalz) è un comune di 2.496 abitanti della Renania-Palatinato, in Germania.
Appartiene al circondario (Landkreis) della Weinstraße Meridionale (targa SÜW) ed è parte della comunità amministrativa (Verbandsgemeinde) di Offenbach an der Queich.